# Hylocereus trigonus
Hylocereus trigonus là một loài thực vật có hoa trong họ Cactaceae. Loài này được (Haw.) Saff. mô tả khoa học đầu tiên năm 1909.

## Hình ảnh

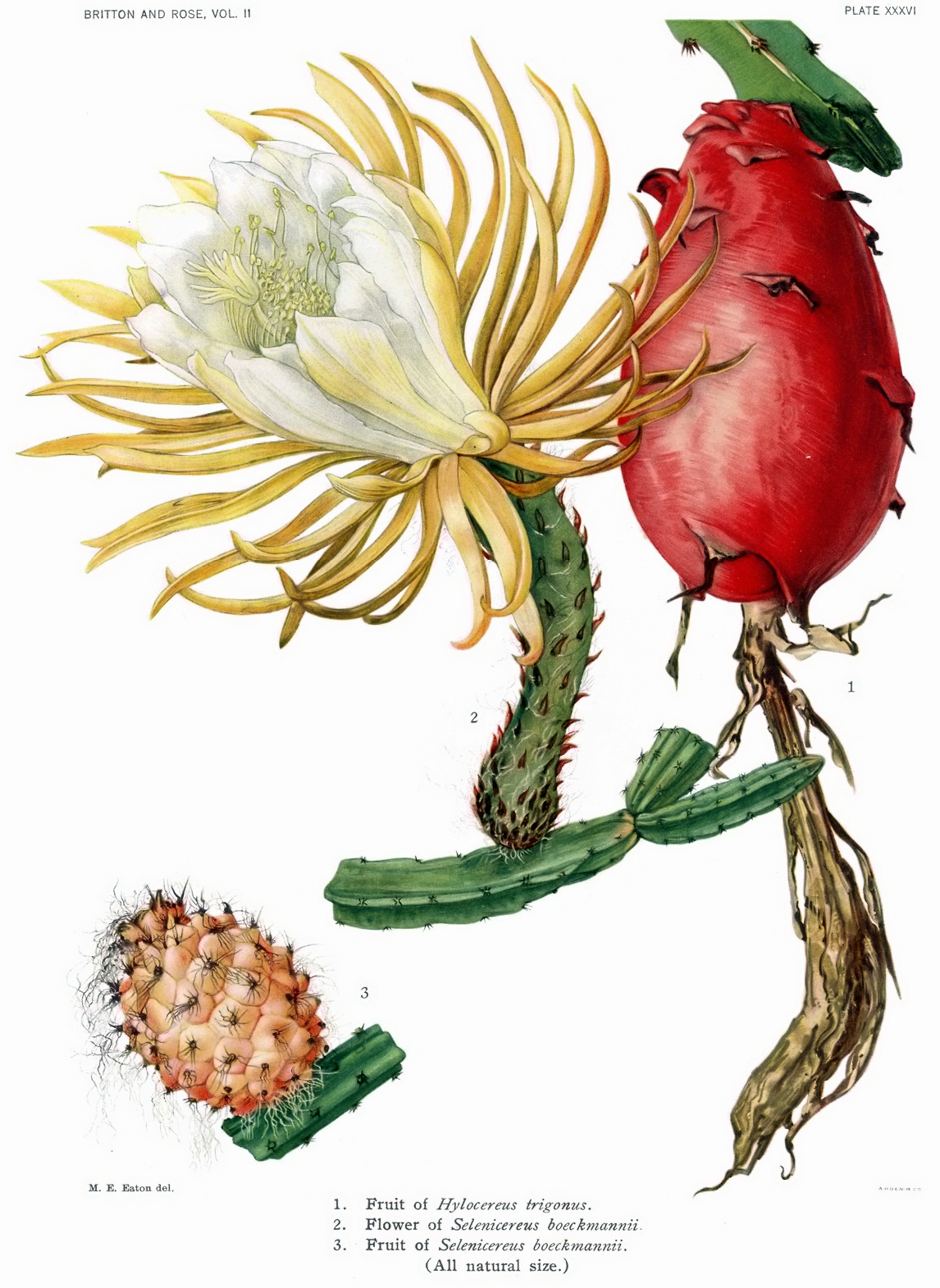